# Greenville (Illinois)
Greenville é uma cidade localizada no estado americano de Illinois, no Condado de Bond.

## Demografia
Segundo o censo americano de 2000, a sua população era de 6955 habitantes.
Em 2006, foi estimada uma população de 7134, um aumento de 179 (2.6%).

## Geografia
De acordo com o United States Census Bureau tem uma área de
13,5 km², dos quais 13,5 km² cobertos por terra e 0,0 km² cobertos por água. Greenville localiza-se a aproximadamente 180 m acima do nível do mar.

## Localidades na vizinhança
O diagrama seguinte representa as localidades num raio de 20 km ao redor de Greenville.